# Hareng rouge
Ne doit pas être confondu avec Retournement final.
Le « hareng rouge » (en anglais : red herring) est un procédé de narration qui vise la mise en place d'une ou plusieurs fausses pistes pour aboutir à un retournement final, non anticipé par le public, donnant un tout autre sens à l'intrigue. Il s'agit également d'une technique de faux-fuyant en rhétorique, qui consiste à distraire l'auditeur du point discuté.
Tiré du nom d'un poisson de la famille des Clupeidae (également dénommé Kipper), le terme « hareng rouge » est utilisé au cinéma ou en littérature.
Agatha Christie en fait explicitement usage dans Dix Petits Nègres en exploitant la chanson et le jeu possible que lui offre la double interprétation du terme (dans la septième strophe : « Quatre petits nègres s'en allèrent en mer. / Un hareng saur avala l'un d'eux / et il n'en resta plus que Trois » ou, selon les traductions, « Quatre petits nègres se baignèrent au matin, / Poisson d'avril goba l'un / N'en resta plus que trois » ; en anglais « hareng saur » et « poisson d'avril » étant « red herring » ou « hareng rouge »). 

## Origine du terme
L'origine de l'expression est difficile à déterminer. Il est généralement supposé que le lien avec l'utilisation d'un kipper — un poisson fumé fort odorant — pour éduquer les chiens à suivre une piste ou les détourner de celle-ci lors de la chasse en soit l'origine. Une autre théorie utilise cette même origine mais renvoie l'initiative de l'expression actuelle au journaliste et homme politique britannique William Cobbett qui, pour la première fois, l'utilisa dans un sens métaphorique.

## Exemples dehareng rougeau cinéma
Certains films, la plupart américains, sont connus pour l'utilisation de ce procédé.
- Monsieur Smith agent secret (« Pimpernel Smith »)
- La planète des singes
- Sixième Sens
- Usual Suspects
- Fight Club
- Dark City
- Les Autres
- Shutter Island
- Malice
- Les Désastreuses Aventures des orphelins Baudelaire